# Warea cuneifolia
Warea cuneifolia är en korsblommig växtart som först beskrevs av Henry Ernest Muhlenberg och Thomas Nuttall, och fick sitt nu gällande namn av Thomas Nuttall. Warea cuneifolia ingår i släktet Warea och familjen korsblommiga växter. Inga underarter finns listade i Catalogue of Life.